# GP Denain 1996
De 38e editie van de wielerwedstrijd GP Denain werd gehouden op 25 april 1996. De start en finish vonden plaats in Denain in het Franse Noorderdepartement. De winnaar was de Tsjech Jan Svorada, gevolgd door Michel Cornelisse en Emmanuel Magnien.

## Uitslag
| GP Denain 1996 |                       |                                 |          |
| Plaats         | Naam                  | Ploeg                           | tijd     |
| Winnaar        | Jan Svorada           | Panaria-Vinavil                 | 3u58'27" |
| 2              | Michel Cornelisse     | TVM                             | z.t.     |
| 3              | Emmanuel Magnien      | Festina-Lotus                   | z.t.     |
| 4              | Giovanni Lombardi     | Polti                           | z.t.     |
| 5              | Johan Capiot          | Collstrop-Lystex-Merckx         | z.t.     |
| 6              | Jaan Kirsipuu         | Petit Casino-C'est votre équipe | z.t.     |
| 7              | François Simon        | Gan                             | z.t.     |
| 8              | Christophe Leroscouet |                                 | + 6"     |
| 9              | Thierry Marie         | Agrigel-La Creuse               | z.t.     |
| 10             | Christophe Capelle    | Aubervilliers '93               | z.t.     |

1959 · 1960 · 1961 · 1962 · 1963 · 1964 · 1965 · 1966 · 1967 · 1968 · 1969 · 1970 · 1971 · 1972 · 1973 · 1974 · 1975 · 1976 · 1977 · 1978 · 1979 · 1980 · 1981 · 1982 · 1983 · 1984 · 1985 · 1986 · 1987 · 1988 · 1989 · 1990 · 1991 · 1992 · 1993 · 1994 · 1995 · 1996 · 1997 · 1998 · 1999 · 2000 · 2001 · 2002 · 2003 · 2004 · 2005 · 2006 · 2007 · 2008 · 2009 · 2010 · 2011 · 2012 · 2013 · 2014 · 2015 · 2016 · 2017 · 2018 · 2019 · 2020 · 2021 · 2022 · 2023 · 2024 · 2025